# Joseph Isaac Schneersohn

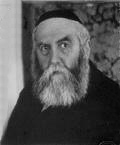
Joseph Isaac Schneersohn (1933)

Joseph Isaac Schneersohn (hebräisch יוסף יצחק שניאורסאהן; geboren 21. Juni 1880 in Lubawitsch, Gouvernement Mogiljow, Russisches Kaiserreich; gestorben 28. Januar 1950 in New York) war der sechste „Rebbe“ (spirituelles Oberhaupt) der Chabad-Bewegung, einer chassidischen Gruppierung innerhalb des orthodoxen Judentums. Er ist auch bekannt als Rebbe Rayatz (ein Akronym für Rabbi Yosef Yitzchak).

## Leben und Aktivitäten
Yosef Yitzchak Schneersohn wurde in Lubawitsch als einziges Kind von Rabbi Schalom Dowber Schneersohn (1860–1920), dem fünften Rebben der Chabad-Dynastie, geboren. Im Alter von 15 Jahren wurde er zum Privatsekretär seines Vaters ernannt. 1897, im Alter von 17 Jahren, heiratete er eine entfernte Cousine, Nechama Dina Schneersohn. 1898 übernahm er die Leitung von Jeschiwat Tomche Tmimim. Mit finanzieller Unterstützung jüdischer Mäzene gründete er Webereien in Dubrowno und Mogilew, um Arbeitsplätze für die jüdische Bevölkerung zu schaffen. Während des Russisch-Japanischen Krieges 1904 organisierte er koschere Essensversorgung für jüdische Soldaten. Zwischen 1902 und 1911 wurde er von der zaristischen Polizei vier Mal für seinen Aktivismus inhaftiert, aber jedes Mal freigelassen.
Nach dem Tod seines Vaters, Rabbi Schalom Dowber Schneersohn, im Jahr 1920 übernahm Yosef Yitzchak die Leitung der Chabad-Bewegung.
Yosef Yitzchak Schneersohn war ein offener Gegner des kommunistischen Regimes und hielt seine Anhänger explizit an, religiöse Schulen und Mikvaot (rituelle Tauchbäder) zu gründen.
1927 wurde er verhaftet und im Schpalerno-Gefängnis in Leningrad festgehalten. Er wurde konterrevolutionärer Aktivitäten beschuldigt und zum Tod verurteilt. Ein weltweiter Protest von westlichen Regierungen und dem Internationalen Roten Kreuz zwangen das kommunistische Regime, die Todesstrafe in eine dreijährige Verbannung nach Kostroma im Ural zu verwandeln. Auch dieses Urteil wurde aufgehoben, und Schneersohn wurde 1928 die Ausreise nach Lettland genehmigt. Dies war vor allem Mordechai Dubin zu verdanken, dem Vorsteher der jüdischen Gemeinde in Riga. Von 1934 bis 1939 lebte er in Warschau bzw. Otwock in Polen.
Nach Beginn des deutschen Überfalls auf Polen 1939 wurde Schneersohn im Warschauer Ghetto festgehalten. Wilhelm Canaris organisierte als Beitrag zum Intergovernmental Committee on Refugees die Befreiung Schneersohns durch Angehörige der Abwehr. Der jüdische Major und späteren Oberst Ernst Bloch leitete das Kommando und konnte die Flucht über Berlin und Riga in die USA erfolgreich durchführen. Schneersohn hatte wohl zeitlebens keine Kenntnis darüber, dass er durch den Leiter der Abwehr gerettet worden war.
Schneersohn ließ er sich im New Yorker Stadtteil Crown Heights in Brooklyn nieder, wo er bis zu seinem Tod 1950 lebte.
1942 gründete er den Buchverlag Kehot – ein Akrostichon von Karnej Hod Tora (hebr. „Strahlen der Herrlichkeit der Tora“). Die drei hebräischen Buchstaben ergeben die Jahreszahl תק"ה (5505/1745), das Geburtsjahr des Gründers der Chabad-Bewegung, Schneor Salman. Kehot verlegt zurzeit mehr als 600 hebräische Titel auf dem Gebiet der chassidischen Philosophie. Der Verlag publiziert außerdem in englischer, spanischer und russischer Sprache. Mit der Ausnahme des mehrbändigen Werkes Sedej Chemed von Rabbi Chaim Cheskia Medini publiziert Kehot ausschließlich Bücher mit Bezug zum Chabad-Chassidismus.
1948 gründete Schneersohn im neuentstandenen Staat Israel das Dorf Kfar Chabad in der Nähe von Tel Aviv.
Schneersohn entsandte außerdem in den späten 1940er-Jahren junge Rabbiner in mehrere Städte in den USA und nach Marokko, um die örtlichen jüdischen Gemeinden zu unterstützen. Diese Rabbiner nannte er Schluchim (hebr. „Gesandte“). Diese Vorgangsweise wurde später von seinem Schwiegersohn, R. Menachem Mendel Schneerson, fortgeführt und erheblich verstärkt.
Yosef Yitzchak Schneersohn hatte drei Töchter:
1. Chana, die 1921 Rabbi Shmaryahu Gurary heiratete. Dem Ehepaar gelang während der Shoa die Flucht in die USA.
2. Chaya Moussia (1901–1988), die 1928 Rabbi Menachem Mendel Schneerson heiratete, der nach dem Tod seines Schwiegervaters 1950 die Leitung der Chabad-Bewegung übernahm.
3. Schaina (1904–1942), die 1932 ihren Cousin Menachem Mendel Horenstein heiratete. Das Ehepaar wurde 1942 im KZ Treblinka ermordet.[6]

## Tora-Werke
Die Tora-Werke von Rabbi Yosef Yitzchak Schneersohn sind in der Serie Sefer Ha-Maamarim vereint. Darunter findet sich auch Sefer Ha-Maamarim Jiddisch mit chassidischen Tora-Kommentaren aus den Jahren 1941–1945, die nicht wie üblich auf Hebräisch, sondern auf Jiddisch abgedruckt wurden. Teile seiner Korrespondenz wurden unter dem Titel Igrot Kodesch (13 Bd.) veröffentlicht. In seinen Sefer Ha-Sichot (6 Bd.) und Likkute Dibburim (2 Bd.) publizierte er zahlreiche Überlieferungen aus der chassidischen Bewegung, beginnend bei Rabbi Israel Baal Schem Tow bis zu Rabbi Yosef Yitzchaks eigener Kindheit. Diese Überlieferungen hatte er im Lauf seines Lebens von verwandten Mitgliedern der Schneersohn-Dynastie oder älteren Chassidim gehört. Viele der überlieferten chassidischen Geschichten werden von Joseph Jizchak Schneersohn mit praktischen Anleitungen für den Dienst Gottes versehen; bisweilen verortet er sie auch im Kontext der theoretischen Lehre des Chassidismus. In seinem Sefer Ha-Sichronot („Buch der Erinnerungen“, 2 Bd.) schildert er viele dieser Geschichten in einer ausführlichen Version ohne theoretische Ableitungen. Die Anthologie von Chabad-Geschichten Ozar Sipure Chabad (18 Bd.) greift über weite Teile auf Texte von Rabbi Yosef Yitzchak zurück.
In den Jahren 1941–1945 gab Rabbi Yosef Yitzchak die Zeitschrift Ha-Kria we ha-Keduscha heraus, die die jüdischen Gemeinden in den USA auf die prekäre Lage der Juden unter der Nazi-Herrschaft in Europa aufmerksam machen sollte.